# Kamissa Camara
Kamissa Camara (sinh ngày 27 tháng 4 năm 1983) là nhà phân tích chính trị, chính khách người Mali. Bà từng giữ chức vụ làm Bộ trưởng Bộ ngoại giao Mali từ ngày 9 tháng 9 năm 2018 đến 23 tháng 4 năm 2019.

## Cuộc sống ban đầu và giáo dục
Camara được sinh ra ở Grenoble với cha mẹ người Mali đã di cư sang Pháp vào những năm 1970.
Camara có bằng cử nhân ngoại ngữ ứng dụng từ Đại học Paris Diderot và bằng thạc sĩ kinh tế quốc tế và phát triển từ Đại học Pierre Mendès-France. Cô đã thực tập tại Liên Hợp Quốc ở Washington, DC vào năm 2005 và đã dành một năm ở Concord, New Hampshire như một cặp au. Năm 2007, cô đã thực tập tại Ngân hàng Phát triển Châu Phi ở Tunisia, trước khi có được Thẻ xanh và chuyển đến Hoa Kỳ, sống ở đó trong tám năm.

## Sự nghiệp
Từ năm 2007, Camara làm việc tại Tổ chức bầu cử quốc tế về hệ thống bầu cử giám sát Tây Phi  và là một trong những người quan sát cuộc bầu cử tổng thống Mali 2013 ở Timbuktu. Cô chuyển đến Tổ chức Dân chủ Quốc gia vào năm 2012, nơi cô được đề bạt làm phó giám đốc cho Trung và Tây Phi vào năm 2016. Bà cũng từng làm việc một thời gian với ứng cử viên tổng thống Hillary Clinton.
Camara là thành viên của Trung tâm Nghiên cứu Châu Phi tại Đại học Harvard cho đến tháng 12 năm 2017. Bà cũng là Giám đốc khu vực châu Phi hạ Sahara tại NGO PartnersGlobal cho đến tháng 6 năm 2018. Cô đã viết các ý kiến và phân tích chính trị cho các ấn phẩm khác nhau bằng tiếng Anh và tiếng Pháp  và là một nhà bình luận chính trị về các chương trình truyền hình tiếng Anh và tiếng Pháp. Cô là nhà khoa học chính trị người Malian đầu tiên xuất hiện trên CNN.
Camara là người sáng lập và đồng chủ tịch của Diễn đàn Chiến lược Sahel. Năm 2017, cô đã viết một lá thư cho Tổng thống Mali Ibrahim Boubacar Keïta, yêu cầu ông rút lại kế hoạch thay đổi hiến pháp. Vào tháng 7 năm 2018, ông bổ nhiệm cô làm cố vấn ngoại giao của mình. Bà được Keita bổ nhiệm làm Bộ trưởng Ngoại giao vào ngày 9 tháng 9 năm 2018, người phụ nữ đầu tiên và người trẻ nhất giữ chức vụ này, và một trong mười một phụ nữ trong nội các ba mươi hai thành viên. Cô đã nói về các vấn đề an ninh khu vực và bị cáo buộc vi phạm nhân quyền. Kể từ tháng 12 năm 2018, khi cô có bài phát biểu trước Đại hội đồng Liên Hợp Quốc ở Marrakech, coi thường việc rút một số quốc gia khỏi Global Compact for Migration, cô là Bộ trưởng Ngoại giao trẻ nhất thế giới.
Sau cuộc đảo chính Mali năm 2020, cô bị chính quyền quân sự quản thúc tại gia cùng với đứa con mới sinh của mình. Tuy nhiên, cô được sự bảo vệ của Tổng thống Bah Ndaw và Assimi Goïta, những người mong muốn cô ấy tiếp tục làm việc cho chính phủ, vì các mối quan hệ quốc tế của cô ấy có thể hữu ích cho họ. Vì lòng trung thành với Ibrahim Boubacar Keïta và lo ngại an toàn của gia đình, cô đã xin từ chức và trở về Pháp. Kể từ đó, cô cư trú tại Washington, D.C và tiếp tục công việc hợp tác quốc tế của mình.

## Cuộc sống cá nhân
Camara là một công dân của Pháp, Hoa Kỳ và Mali, và thông thạo tiếng Pháp, tiếng Anh và Bambara.